# Рябинки (городской округ Шаховская)
Рябинки — деревня в городском округе Шаховская Московской области.

## Название
На карте Московской губернии 1860 года Ф. Ф. Шуберта — Ребинки.

## География
Деревня расположена в западной части округа, примерно в 11 км к юго-западу от райцентра Шаховская, по левому берегу малой речки Медведка (бассейн Рузы), высота центра над уровнем моря 238 м. Ближайшие населённые пункты — Волочаново на севере, Борисовка на северо-западе и Малинкина западе.
В деревне 2 улицы: Новая и Полевая.

## История
В 1769 году Рябинки — деревня Хованского стана Волоколамского уезда Московской губернии в составе большого владения коллежского советника Владимира Федоровича Шереметева. В деревне 13 дворов и 38 души.
В середине XIX века деревня относилась к 1-му стану Волоколамского уезда и принадлежала жене коллежского асессора Варваре Петровне Шереметевой. В деревне было 46 дворов, крестьян 202 души мужского пола и 209 душ женского.
В «Списке населённых мест» 1862 года — владельческая деревня 1-го стана Волоколамского уезда Московской губернии по правую сторону Московского тракта, шедшего от границы Зубцовского уезда на город Волоколамск, в 17 верстах от уездного города, при реках Медведовке и Рудаковке, с 64 дворами и 356 жителями (177 мужчин, 179 женщин).
По данным на 1890 год входила в состав Муриковской волости Волоколамского уезда, число душ мужского пола составляло 200 человек.
В 1913 году — 81 двор, рядом находился хутор В. Н. Игнашенкова.
Постановлением президиума Моссовета от 24 марта 1924 года Муриковская волость была включена в состав Судисловской волости.
В материалах Всесоюзной переписи населения 1926 года указаны деревни Большие Рябинки (217 жителей, 48 крестьянских хозяйств, школа, сельсовет) и Малые Рябинки (165 жителей, 36 хозяйств, из них 35 крестьянских).
С 1929 года — населённый пункт в составе Шаховского района Московской области.
1994—2006 гг. — деревня Волочановского сельского округа Шаховского района.
2006—2015 гг. — деревня сельского поселения Степаньковское Шаховского района.
2015 г. — н. в. — деревня городского округа Шаховская Московской области.

## Население
| 1859 | 1926 | 2002 | 2006 | 2010 |
| ---- | ---- | ---- | ---- | ---- |
| 356  | ↗382 | ↘21  | ↗44  | ↗163 |

## Инфраструктура
Личное подсобное хозяйство с зоной сельскохозяйственного использования, индивидуальная застройка усадебного типа.
Действовала школа

## Памятные места, достопримечательности
Братская могила воинов 20-й армии Западного фронта

## Транспорт
Остановка общественного транспорта «Рябинки». Останавливается автобус № 34, идущий до Шаховской. 